# 宮内亮治
宮内 亮治（みやうち りょうじ、1967年8月19日 - ）は、日本の実業家。株式会社ライブドアの元取締役。神奈川県横浜市出身。

## 人物
両親の離婚後、露天商の祖母の下で育つ。横浜市立横浜商業高等学校卒業後、税理士事務所で働きながら、税理士資格を取得。税理士活動中にオン・ザ・エッヂ（現・LDH）の税理業務を請け負う。その仕事において堀江貴文と出会い、会社のアドバイザーとして活動するようになる。
後に税理士を辞め、オン・ザ・エッヂにCFOとして入社し、オン・ザ・エッヂのM&A部門を担当。税理士としての知識を生かしながら、オン・ザ・エッヂの数々の買収を担当した。ライブドアとイーバンク銀行の提携の際にイーバンク銀行営業本部長として就任するも、提携が進まなかった責任を取り、ライブドア取締役を一時的に辞任。
その後、ライブドアが近鉄バファローズ買収などの球界参入、ニッポン放送株取得を巡る買収でも中心的な役割を果たした。
2006年1月17日のライブドア関連の家宅捜索を期（ライブドア事件）に、ライブドアの経営手法に批判が集まる。経営の中心を担っていた宮内にも批判が出て、ライブドア傘下に入ったダイナシティ社長就任を撤回。
同月23日に証券取引法違反の容疑で逮捕。24日にライブドア取締役を辞任。逮捕後は容疑を一貫して否認している堀江とは対照的に、容疑を大筋で認める供述を繰り返した。裁判においても堀江とは全面的に対立した。
2009年1月25日には上告を取り下げ、懲役1年2か月の実刑が確定した。その後出所した。

## 履歴
- 1986年 - 横浜市立横浜商業高等学校卒業。
- 1995年12月 - 税理士の資格を取得。
- 1999年7月 - オン・ザ・エッヂに入社。取締役に就任。
- 2000年5月 - オン・ザ・エッヂ CFO（最高財務責任者）に就任。
- 2006年1月23日 - 証券取引法違反で逮捕される。
- 2006年1月24日 - ライブドア取締役辞任。
- 2006年3月17日 - 東京拘置所から保釈。
- 2006年5月26日 - ライブドア事件の初公判。起訴事実を大筋で認める。
- 2006年9月15日 - ライブドア事件の堀江貴文の第5回目公判に検察側証人として出廷。堀江とは8か月ぶりの再会となる。「堀江に有利不利関係なく、事実を話します」と出廷数日前に報道記者のインタビューに答えていたが、法廷でも「堀江の指示」を主張した。
- 2007年3月22日 - 東京地裁において、懲役1年8か月の実刑判決（求刑懲役2年6か月）を言い渡される。即日控訴。
- 2008年9月12日 - 東京高裁での控訴審判決において、懲役1年2か月の実刑判決を言い渡される。

## エピソード
- 高校時代はY校の愛称で親しまれる名門・横浜商業高校野球部に所属していたものの、レギュラーではなかった。
- 普段は横柄で傲慢な態度をとることが多かった堀江貴文だが、5歳年上の宮内にはライブドア社内では「さん」付けで呼び、唯一敬語で接していた[2]。
- ライブドア事件の裁判において、人材派遣会社トライン買収に関連し発生した投資事業組合の利益が宮内の口座に私的流用されていたことが判明した。堀江貴文の弁護側は、検察が宮内の私的流用を業務上横領罪として起訴せずに見逃したのはライブドア事件の堀江主犯構造を崩したくないためとして、公訴権の乱用であると主張している。
- 堀江の「わが闘争」では、宮内が横浜国立大学を学費が払えず数日で退学したと公言していたと書かれている。上場に伴う資料及び自著[3]では、最終学歴は高卒であったと記されている。

## 著書
- 堀江貴文共著、2005、『ライブドアの世界一になるキャッシュフロー経営』、サイビズ ISBN 9784916089502
- 2007、『虚構…堀江と私とライブドア』、講談社 ISBN 9784062140232